# Joaquim Távora
Joaquim Távora ist ein brasilianisches Munizip im Nordosten des Bundesstaats Paraná. Es hat 11.945 Einwohner (2022), die sich Tavorenser nennen. Seine Fläche beträgt 289 km². Es liegt 628 Meter über dem Meeresspiegel.

## Etymologie
Der Ortsname wurde zu Ehren von Leutnant Joaquim Távora gewählt, einem der Anführer der Revolution von 1924 in São Paulo. 
Im Dezember 1923 verschlechterten sich die Beziehungen zwischen der Armee und der brasilianischen Regierung durch den Prozess und die Bestrafung von Antônio de Siqueira Campos und anderen Männern, die am Aufstand in der Festung Copacabana (Revolta dos 18 do Forte de Copacabana, 5. Juli 1922) beteiligt waren und der Unterstützung eines Staatsstreichs beschuldigt wurden.
Die Intervention in den Bundesstaaten Rio de Janeiro und Bahia, die sich auf die regionalen oligarchischen Dissidenten auswirkte, verschärfte die Spannungen noch weiter. Sie führte im Juli 1924 zum Ausbruch einer Militärrebellion in São Paulo, die neben hochrangigen Militärs auch von Leutnant Joaquim Távora angeführt wurde. Er kam bei den Kämpfen ums Leben.

## Geschichte

### Besiedlung
Bis zum Ende des 19. Jahrhunderts wurde die Region von indigenen Völkern bewohnt. Erst dann kamen Entdecker und Siedler in der Regel aus São Paulo und Minas Gerais. Unter den verschiedenen Einwanderungsströmen, die sich im Laufe der Geschichte in der Gemeinde niederließen, gab es Gruppen von Slawen (Polen, Ukrainer, Russen usw.), Japanern, Portugiesen, Italienern, Deutschen, Spaniern, Arabern (darunter Syrer, Libanesen) und  Türken.
Die ursprüngliche Siedlung von Joaquim Távora geht auf das Jahr 1915 zurück. Sie wurde Afonso Camargo genannt. Das Gebiet war Teil der Fazenda Jaboticabal da Barra Grande der Brüder João und Job Ayres Dias. Auf den fruchtbaren Terra-Roxa-Böden der Fazenda am Rande der Siedlung pflanzten sie 1929 etwa 30.000 Kaffeepflanzen.
Einen Bevölkerungsschub brachte der Bau der Eisenbahn der Estrada de Ferro São Paulo-Rio Grande. Der Ort wurde 1929 von Santo Antonio da Platina abgetrennt und noch unter dem Namen Afonso Camargo zum Munizip erhoben. Erst 1930 wurde dieses in Joaquim Távora umbenannt. Der Name des Bahnhofs Afonso Camargo wurde in Getúlio Dornelles Vargas geändert.

### Erhebung zum Munizip
Joaquim Távora wurde durch das Staatsgesetz Nr. 2645 vom 10. April 1929 aus Santo Antônio da Platina ausgegliedert und in den Rang einer Vila erhoben. Es wurde am 21. September 1929 als Munizip installiert.

## Geografie

### Fläche und Lage
Joaquim Távora liegt auf dem Segundo Planalto Paranaense (der Zweiten oder Ponta-Grossa-Hochebene von Paraná). Seine Fläche beträgt 289 km². Es liegt auf einer Höhe von 628 Metern.

### Vegetation
Das Biom von Joaquim Távora ist Mata Atlântica.

### Klima
In Joaquim Távora herrscht gemäßigt warmes Klima. Der Niederschlag ist hoch (1238 mm pro Jahr), auch während des trockensten Monats. Die Klimaklassifikation nach Köppen und Geiger lautet Cfa. Im Jahresdurchschnitt liegt die Temperatur bei 20,8 °C.

### Gewässer
Joaquim Távora liegt im Einzugsgebiet des Rio das Cinzas. Es wird weitestgehend durch dessen rechten Nebenfluss Rio Jacaré entwässert. der das Munizip von Süden nach Norden durchfließt.

### Straßen
Joaquim Távora liegt an der PR-092 von Jaguariaíva nach Andirá und zum Paranapanema am Kraftwerk Canoas II. Es ist über die PR-218 mit Carlópolis am Itararé und mit der BR-153 im Westen verbunden. 

### Nachbarmunizipien
| Santo Antônio da Platina | Jacarezinho                                 | Ribeirão Claro  |
| Guapirama                | Kompassrose, die auf Nachbargemeinden zeigt | Carlópolis      |
|                          | Quatiguá                                    | Siqueira Campos |

## Stadtverwaltung
Bürgermeister: Reginaldo Vilela, Podemos (2021–2024)
Vizebürgermeister: Tunico Bagatim, PSDB (2021–2024)

## Demografie

### Bevölkerungsentwicklung
| Jahr | Einwohner | Stadt | Land |
| ---- | --------- | ----- | ---- |
| 1940 | 13.333    | 24 %  | 76 % |
| 1950 | 10.435    | 28 %  | 72 % |
| 1960 | 15.021    | 28 %  | 72 % |
| 1970 | 12.425    | 36 %  | 64 % |
| 1980 | 10.383    | 47 %  | 53 % |
| 1991 | 9.875     | 64 %  | 36 % |
| 2000 | 9.661     | 72 %  | 28 % |
| 2010 | 10.736    | 77 %  | 23 % |
| 2021 | 11.945    |       |      |

Quelle: IBGE (2011) und Volkszählung 2022

### Ethnische Zusammensetzung
| Gruppe * | 1991    | 2000    | 2010    | wer sich als …                                                                   |
| --- | ------- | ------- | ------- | -------------------------------------------------------------------------------- |
| Weiße | 88,1 %  | 88,9 %  | 79,0 %  | weiß bezeichnet                                                                  |
| Schwarze | 2,3 %   | 3,4 %   | 1,8 %   | schwarz bezeichnet                                                               |
| Gelbe | 0,7 %   | 1,1 %   | 1,1 %   | von fernöstlicher Herkunft wie japanisch, chinesisch, koreanisch etc. bezeichnet |
| Braune | 8,8 %   | 5,9 %   | 18,2 %  | braun oder als Mischung aus mehreren Gruppen bezeichnet                          |
| Indigene | 0,0 %   | 0,3 %   | 0,0 %   | Ureinwohner oder Indio bezeichnet                                                |
| ohne Angabe | 0,0 %   | 0,4 %   | 0,0 %   |                                                                                  |
| Gesamt | 100,0 % | 100,0 % | 100,0 % |                                                                                  |
| *) Das IBGE verwendet für Volkszählungen ausschließlich diese fünf Gruppen. Es verzichtet bewusst auf Erläuterungen. Die Zugehörigkeit wird vom Einwohner selbst festgelegt. |         |         |         |                                                                                  |

Quelle: IBGE (Stand: 1991, 2000 und 2010)